# Kreis Gera-Land
| Basisdaten                         | Basisdaten                                                     |
| ---------------------------------- | -------------------------------------------------------------- |
| Bezirk der DDR                     | Gera                                                           |
| Kreisstadt                         | Gera                                                           |
| Fläche                             | 470 km² (1989)                                                 |
| Einwohner                          | 57.418 (1989)                                                  |
| Bevölkerungsdichte                 | 122 Einwohner/km² (1989)                                       |
| Kfz-Kennzeichen                    | N (1953–1990) NB, NC, ND, NE, NV, NW (1974–1990) G (1991–1994) |
|                                    |                                                                |
| Der Kreis Gera-Land im Bezirk Gera |                                                                |

Der Kreis Gera-Land war ein Landkreis im Bezirk Gera der DDR. Von 1990 bis 1994 bestand er als Landkreis Gera in Thüringen fort. Sein Gebiet liegt heute hauptsächlich im Landkreis Greiz in Thüringen. Der Sitz der Kreisverwaltung befand sich in Gera.

## Geographie

### Nachbarkreise
Der Kreis Gera-Land grenzte im Uhrzeigersinn im Norden beginnend an die Kreise Zeitz, Schmölln, Werdau, Greiz, Zeulenroda, Pößneck, Stadtroda und Eisenberg.
Den Stadtkreis Gera umschloss er vollständig.

## Geschichte

Bildung des Landkreises Greiz und Eingemeindungen in die Stadt Gera im Jahr 1994

Der Landkreis Gera erhielt am 1. Juli 1950 einige Gemeinden des aufgelösten Landkreises Stadtroda. Im Gegenzug wurde die Gemeinde Wittchendorf an den Landkreis Greiz gegeben. Einige Gemeinden wurden außerdem in die kreisfreie Stadt Gera eingemeindet.
Der Kreis Gera entstand am 25. Juli 1952 aus den meisten Gemeinden des Landkreises Gera, einige wurden jedoch auch an die Kreise Schmölln, Zeulenroda, Pößneck und Werdau abgegeben. Er wurde dem Bezirk Gera zugeordnet.
Am 4. Dezember 1952 kamen einige Gemeinden des Kreises Schmölln wieder zum Kreis Gera-Land sowie die Gemeinden Schwarzbach des Kreises Pößneck und Forstwolfersdorf des Kreises Zeulenroda. Am 1. Juli 1958 kamen einige Gemeinden des Kreises Werdau an Gera-Land. Die Gemeinde Friedmannsdorf aus dem Kreis Greiz kam am 1. Juni 1968 zum Kreis Gera-Land.
Am 6. Mai 1990 wurden aus der Gemeinde Rückersdorf die Ortsteile Paitzdorf und Mennsdorf ausgegliedert und die neue Gemeinde Paitzdorf gegründet.
Am 17. Mai 1990 wurde der Kreis Gera-Land in Landkreis Gera umbenannt. Mit der Wiedererrichtung der Länder auf dem Gebiet der DDR im Jahre 1990 wurden die Bezirke aufgelöst. Der Landkreis Gera wurde dem Land Thüringen (ab 1994 Freistaat Thüringen) zugeordnet.
Mit der Kreisgebietsreform, die am 1. Juli 1994 in Kraft trat, wurde der Landkreis Gera aufgelöst. Die Gemeinden Aga, Cretzschwitz, Falka, Hain, Hermsdorf, Roben, Röpsen, Söllmnitz, Thränitz, Trebnitz und Weißig sowie der Ortsteil Naulitz der Stadt Ronneburg wurden in die Stadt Gera eingemeindet. Die restlichen Gemeinden des Landkreises kamen zum Landkreis Greiz. Vorweg ging eine Diskussion, wonach die nordöstlichen Gemeinden des Kreises Gera, allen voran Ronneburg, in den Landkreis Altenburger Land wechseln wollten.

## Städte und Gemeinden
Dem Kreis Gera-Land gehörten die folgenden Städte und Gemeinden an:
| Städte - Bad Köstritz - Münchenbernsdorf - Ronneburg - Weida | Gemeinden - Aga - Beiersdorf (am 1.Juli 1961 zu Pölzig) - Bethenhausen - Bocka - Brahmenau - Braunichswalde (bis zum 1. Juli 1958 im Kreis Werdau) - Burkersdorf (am 9. April 1994 zu Harth) - Caaschwitz - Cretzschwitz - Crimla - Endschütz - Falka - Forstwolfersdorf (am 9. April 1994 zu Pöllnitz) - Friedmannsdorf (bis zum 1. Juni 1968 im Kreis Greiz) - Frießnitz (am 9. April 1994 zu Harth) - Gauern - Gleina (am 1. Januar 1994 zu Bad Köstritz) - Grochwitz (am 20. Juni 1957 zu Frießnitz ) - Großebersdorf (am 9. April 1994 zu Pöllnitz) - Großenstein - Hain - Hartmannsdorf - Hermsdorf - Hilbersdorf - Hirschfeld - Hohenölsen - Hundhaupten - Kauern - Köckritz (am 1. Januar 1957 zu Köfeln) - Köfeln (am 9. April 1994 zu Harth) - Korbußen - Kraftsdorf - Lederhose - Letzendorf (am 1. Januar 1957 zu Endschütz) - Linda | - Lindenkreuz - Mosen - Neundorf (am 9. April 1994 zu Pöllnitz) - Niederndorf - Niederpöllnitz (am 9. April 1994 zu Pöllnitz) - Paitzdorf - Pohlen (am 1. März 1970 zu Linda b. Weida) - Pölzig (am 1.Juli 1961 neugebildet) - Raitzhain (am 17. September 1961 zu Ronneburg) - Reichardtsdorf (am 1. Januar 1994 zu Bad Köstritz) - Reichstädt - Roben - Rohna (am 9. April 1994 zu Pöllnitz) - Röpsen - Rückersdorf - Rüdersdorf - Saara - Schömberg - Schöna (am 1. Januar 1957 zu Münchenbernsdorf) - Schüptitz (am 1. Januar 1974 zu Steinsdorf) - Schwaara - Schwarzbach - Seelingstädt (bis zum 1. Juli 1958 im Kreis Werdau) - Söllmnitz - Steinsdorf - Teichwitz - Thränitz - Töppeln - Trebnitz - Vogelgesang (bis zum 1. Juli 1958 im Kreis Werdau, am 1. Januar 1960 zu Braunichswalde) - Weißig - Wernsdorf (am 20. Mai 1979 zu Söllmnitz) - Wolfsgefärth ( am 1. Dezember 1991 zu Zedlitz) - Wünschendorf/Elster - Zedlitz - Zwirtzschen (bis zum 1. Juli 1958 im Kreis Werdau, am 1. Juli 1973 zu Seelingstädt) |

## Kfz-Kennzeichen
Den Kraftfahrzeugen (mit Ausnahme der Motorräder) und Anhängern wurden von etwa 1974 bis Ende 1990 dreibuchstabige Unterscheidungszeichen, die mit den Buchstabenpaaren NB, NC, ND, NE, NV und NW begannen, zugewiesen. Die letzte für Motorräder genutzte Kennzeichenserie war NZ 05-01 bis NZ 30-00.
Anfang 1991 erhielten der Landkreis und die kreisfreie Stadt Gera das Unterscheidungszeichen G. Es wurde im Landkreis bis zum 30. Juni 1994 ausgegeben.